# Свендув
Свендув (пол. Swędów) — село в Польщі, у гміні Стрикув Зґерського повіту Лодзинського воєводства.
Населення — 471 особа (2011).

## Демографія
Демографічна структура станом на 31 березня 2011 року:
|          | Загалом | Допрацездатний вік | Працездатний вік | Постпрацездатний вік |
| -------- | ------- | ------------------ | ---------------- | -------------------- |
| Чоловіки | 230     | 48                 | 167              | 15                   |
| Жінки    | 241     | 38                 | 150              | 53                   |
| Разом    | 471     | 86                 | 317              | 68                   |